# Antoine Despeisses
Antoine Despeisses fue un jurisconsulto y escritor de obras de derecho, nacido en 1594 en Francia y fallecido en Montpellier 1658.

## Biografía
Despeisses nació en un castillo que poseía su padre en Alais y se designa como originario de esta villa en la primera edición de su "Tratado de sucesiones", y ejerció de abogado en el Parlamento de París; mas un procurador se burló de su exposición erudita, recargado de elocuencia y abandonó su alegato.
Como escritor, procuro hacer un mejor uso del saber, y con su amigo íntimo Charles de Boucques, autor "Nouveau dictionnaire historique", un "Tratado de sucesiones testamentaria..", París, 1623, dedicada al canciller de Sillery.
Fallecido Boucques, Despeisses continua sus colaboraciones escribiendo diversos tratados de contratos, accesorios, ejecuciones, disoluciones, sobre la práctica civil y criminal, sobre las tallas y otros impuestos, sobre los beneficios eclesiásticos, leyes feudales, ..ect, reunido en la obra "Obras de Antoine Despeisses", Lyon, 1665, 1677, 1696, 3 v., siendo la mejor edición la de Lyon, 1750, 3 v. in-folio, dada por Guy du Rousseaud de La Combe, y reimpresa en Toulouse. B.J.Bretonnier (1656-1721), autor de "Recogida de las principales cuestiones de derecho..", París, 1718, reimpresa en 1783., lo elogia por su gran trabajo pero las citas no son fieles ni justas, pero valora la tabla al final de la obra, modelo en su género.

## Obras
- Euvres de m. Antoine d'Espeisses..., Toulouse, J. Dupleix, 1778, 3 v.
- Traitté de tailles,...., Grenoble, I. Nicolas, 1757.
- Traicte des succesions testamentaire et a intestat, París, S. Thiboust, 1623.
- otras